# Colletti bianchi (album)
Colletti bianchi è il primo lavoro discografico di Giorgio Faletti. Si tratta di un mini-LP risalente al 1988 ed è la colonna sonora del telefilm omonimo, che vedeva come protagonisti lo stesso Faletti e Franco Oppini, per la regia di Bruno Cortini.
Il brano Tette a lampadina (di cui fu tratto anche un 45 giri) era la sigla di testa, mentre Casa e lavoro era la sigla di coda.
Tutte le musiche sono firmate da Carlo Siliotto ed i testi da Gianfranco Manfredi, eccetto Milano ci sta, la cui parte letterale è di Faletti.

## Tracce
1. Tette a lampadina
2. Colletti bianchi
3. Casa e lavoro
4. Blue blues
5. Milano ci sta